# Bony a klid 2
Bony a klid 2 je český film režiséra Víta Olmera z roku 2014. Jedná se o volné pokračování filmu Bony a klid z roku 1987. 
Ve filmu se objevují všichni hrdinové z předešlého dílu, jejich osudy jsou však rozdílné.

## Obsazení
| Jan Potměšil           | Martin  |
| Veronika Jeníková      | Eva     |
| Roman Skamene          | Bíny    |
| Miloslav Kopečný       | bankéř  |
| Gabriela Kratochvílová | Linda   |
| Simona Chytrová        |         |
| Josef Nedorost         | Richard |
| Jakub Prachař          | Martin  |
| Marika Procházková     |         |
| František Švihlík      |         |